# 哆啦美
多啦美（香港舊譯叮美或叮鈴，臺灣舊譯小叮鈴，中国大陆旧译哆啦咪），是漫畫及動畫《哆啦A夢》中哆啦A夢的妹妹。由於哆啦A夢被機器老鼠咬掉耳朵後跟其他同學不一樣，導致常常被嘲笑，因此博士特別為他設計一個妹妹來安慰他。

## 人物
哆啦美誕生于2114年12月2日（可能與野比世修同一年誕生），是在22世紀服務於野比家的機器人。有個男朋友哆啦小子。性能遠强于哥哥，有1萬馬力（哆啦A夢僅129.3）。性格溫和，但是很容易被惹而發脾氣（多數是因哥哥），非常勤勞愛乾淨。和哥哥一樣服務於世修家，但有自己的房間。一個助拳人的角色，經常是来救场。哆啦美这个人物形象是1973年，由奈良县的小学四年级学生中村由美向藤子老师提出的点子。
在短篇故事中，哆啦美有時也會来野比家来照顧大雄，以替代哥哥去工廠檢修時的空缺。在大長篇中，哆啦美多次擔任助拳人的角色，她的出現常造成大雄一行人的轉機，例如在魔界大冒險中，搭乘時光機回到20世紀，幫助哥哥和大雄解除被變成石頭的魔法;在人魚大海戰中，哆啦美從哆啦A夢的備用百寶袋中穿越到海底宮殿，用速成珍珠貝做出假的人魚之劍騙過怪魚族以救出被抓走的靜香。以往哆啦美較少在故事中登場，電影作品更為罕見。近年登場次數漸漸增多，已上映的11部水田版電影中，除了大雄的恐龍2006、新大雄的大魔境及大雄的宇宙英雄記外，其餘均有登場。
在水田版動畫哆啦A夢 VS 吸血鬼(上、下集)裡，哆啦美在和哥哥吵架後，回到22世紀，可是卻被德古拉機器人咬到而感染了吸血鬼病毒，不久便成為吸血鬼，之後奉德古拉機器人命令，來到21世紀想要把哥哥變成吸血鬼而一直不斷的攻擊他，後來因為胖虎歌聲與靜香小提琴聲破壞了吸血鬼病毒而恢復原狀，現在她的脖子仍還有當時的咬痕。
值得注意的是，原作者於1996年過世，台灣於隔年遵照其遺願及日方要求，現今已完全統一漫畫角色譯名（1993年大然使用《神奇小叮噹》出版時用舊譯名，1997年新版與青文版皆用現譯名）。華視當時播映的大山版動畫也於2000年代初開始更改，直至2005年阿福、技安最後也相繼完成改名（小夫、胖虎）。所有角色中僅小叮鈴仍繼續沿用，直到水田版動畫（2009年）/電影（2008年）播映後才更改為現譯名。

### 設定
- 保姆型機器貓
- 2114年12月2日出生
- 最喜歡的食物是蜜瓜麵包（台版譯名波蘿麵包，非誤譯而是因為台灣對此食物的稱呼不同於陸港澳）（因與其膚色相近）
- 最怕蟑螂
- 特技為唱歌
- 1980年4月8號首播的《驚奇大百科―哆啦A夢與哆啦美》中，兩人之所以被設定為兄妹，是因為製造的時候使用的機油和哥哥一樣是同一桶。又因為哥哥使用的是上層稀油，她則是下層沉底濃油，因此性能遠强于哥哥。
- 駕駛的時光機為「鬱金香號」，比哥哥的「空飛地毯型」高級，體積為哥哥使用型號的十倍，速度為三倍。在1988年電影《大雄的平行西遊記》中，因鬱金香號外型猶如蓮花，哆啦美一度被唐三藏誤認成觀音菩薩…

### 外貌
與哥哥同為貓型機器人，但是沒有鬍鬚，由於特別為沒有耳朵的兄長設計，因此用紅色蝴蝶結代替耳朵，頭上的蝴蝶結還可以摘下來。顏色為黃色，尾巴是一朵花，肚子上的百寶袋有花紋裝飾（該花紋裝飾在任意門上也有）。
- 身高：100公分
- 體重：91公斤
- 功率：一萬馬力

## 飾演
- 日本配音員：橫澤啟子、藤本千秋。
- 香港配音員：周婉侶、曾佩儀〔1991年－1992年，第二代多啦美（叮鈴），接任周婉侶，後由林元春擔任〕，現在電視版為林元春（大雄的人魚大海戰（代配）），電影版為鄭麗麗。
- 台灣配音員：許淑嬪（大山時期）、姚敏敏（水田時期前52集）、雷碧文（水田時期第53～156集）、連思宇（水田時期第157集起）。
- 中國大陸配音員：喬詩語、黄怡晴（2007-2009分别上映的2006-2008电影版）、小祈（2016-2017电影版）。
- 美國版本配音員：Wendee Lee（溫蒂·李）。
- 真人演員：廣瀨鈴（軟銀廣告）